# Hamilton (Texas)
Hamilton település az Amerikai Egyesült Államok Texas államában, Hamilton megyében, melynek megyeszékhelye is. Lakosainak száma 2895 fő (2020. április 1.).

## Népesség
A település népességének változása:

| 2010 | 3 095 |
| 2020 | 2 895 |